# ST Camelopardalis
ST Camelopardalis är en ensam stjärna i mellersta delen av stjärnbilden Giraffen. Den har en skenbar magnitud som varierar 6,3 – 8,5 och kräver åtminstone en stark handkikare eller ett mindre teleskop för att kunna observeras. Baserat på parallax enligt Gaia Data Release 2 på ca 1,7 mas, beräknas den befinna sig på ett avstånd på ca 2 000 ljusår (ca 600 parsek) från solen. Den rör sig närmare solen med en heliocentrisk radialhastighet på ca -12 km/s.

## Egenskaper
ST Camelopardalis är en röd till orange jättestjärna  av spektralklass C5,4(N5), och är en kolstjärna. Den har en radie som är ca 244 solradier och har ca 4 500 gånger solens utstrålning av energi från dess fotosfär vid en effektiv temperatur av ca 3 400 K.

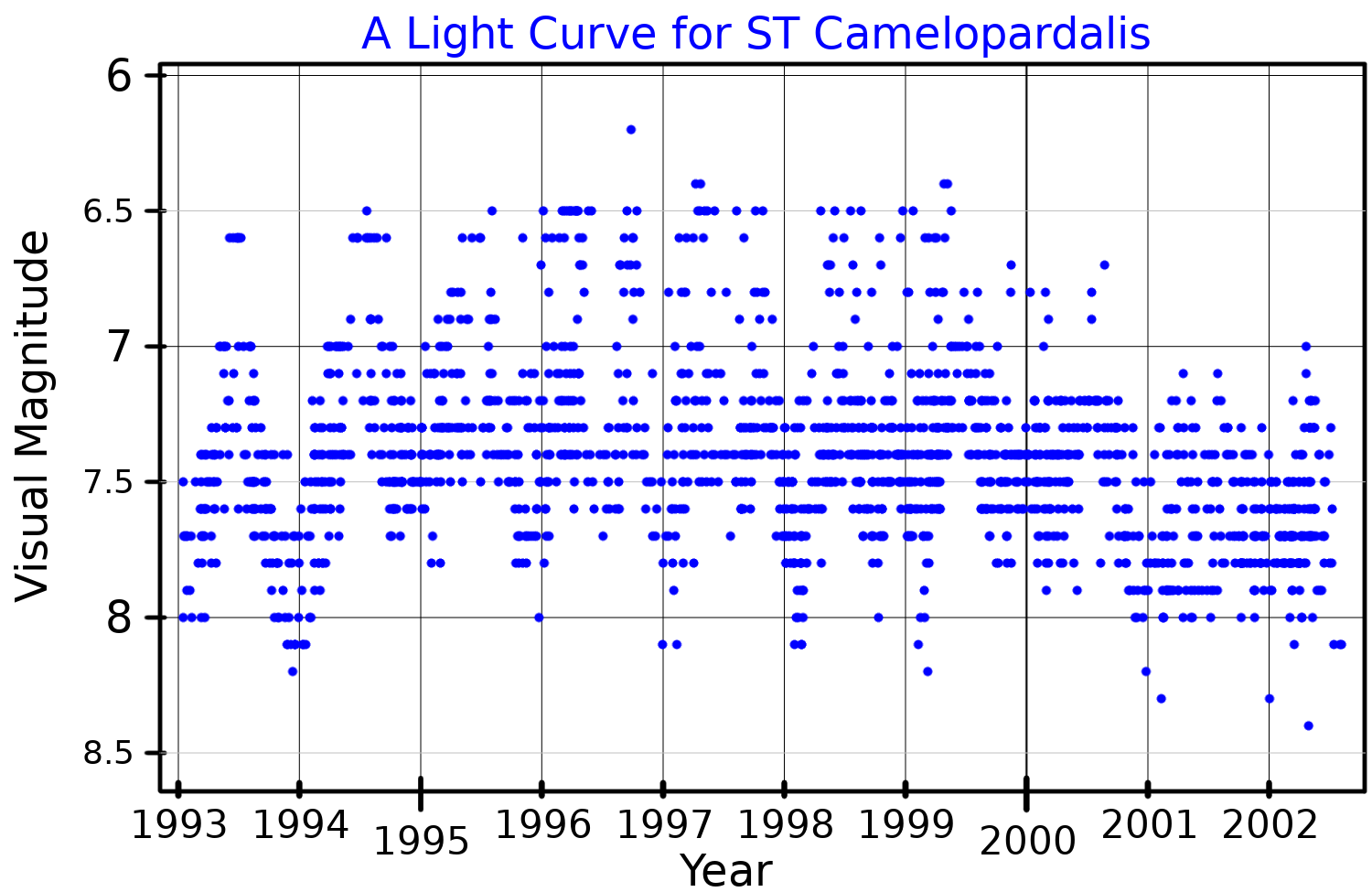
Ljuskurva i det synliga bandet för ST Camelopardalis, från AAVSO-data.

ST Cam är en halvregelbunden variabel stjärna. Det är dubbelperiodisk, med de två pulseringsperioderna P0 och P1 lika med 368,6 respektive 201 dygn.